# Башина вода
Башина вода је локалитет у Пјешивцима, на путу Острог—Никшић у Црној Гори, где је у августу 1843, изгинуло дванаест изасланика из делегације херцеговачког везира Али-паше. Делегација је била одређена да са Његошем води званичне политичке преговоре.
Овај догађај је изазвао велико подозрење и забринутост дипломатских кругова Русије и Аустрије и довео у кризу Његошеве односе са Турском.
Погибија Али-пашиних изасланика ни до данас није разјашњена. Његошев биограф Лазар Томановић, претпоставља да је ово мистерионзно убиство могло бити последица тежње да се Али-паша ослободи политичких супарника, док Ј. Миловић на основу података из аустријских извора, потврђује саопштење архимандрита Памучине да је убиство инспирисано сазнањем црногорских власти о Али-пашиној завери против Његоша.